# جغرافیای لیتوانی
جمهوری لیتوانی (به لیتوانیایی: Lietuvos Respublika) کشوری است در شمال شرقی اروپا که از شمال به لتونی، از مشرق و جنوب شرقی به بلاروس، از جنوب به لهستان، از جنوب غربی به روسیه (منطقه برون‌بومی کالینینگراد) و از مغرب به دریای بالتیک محدود می‌شود. جمهوری لیتوانی بزرگترین و جنوبی‌ترین کشور در میان سه جمهوری حوزه بالتیک در اروپاست.
لیتوانی از شمال با کشور لتونی، از جنوب شرقی با کشور بلاروس و از جنوب غربی با کشور لهستان و روسیه همسایه است. در غرب این کشور دریای بالتیک قرار دارد.
لیتوانی در لبه دشت شمال اروپا قرار گرفته‌است. سطح سرزمین آن توسط حرکات آرام و سنگین یخچال‌های طبیعی آخرین عصر یخبندان هموار شده‌است. لیتوانی متشکل است از جلگهٔ کم‌ارتفاعی که دارای دریاچه‌های فراوان است و رشته‌های یخ‌رُفت در آن امتداد دارد. از دریاچه‌های مهم می‌توان به دریاچه ویشتیتیس اشاره کرد.
رودهای مهم آن نمانوس (نمان)، و ویلنیا، و بلندترین نقطه لیتوانی تپه آوکشتویاس با ارتفاع ۲۹۴ متر است که در بخش شرقی کشور قرار دارد. نزدیک به ۳۳ درصد از این کشور را منطقه‌ای جنگلی و نیمه‌جنگلی پوشش می‌دهد.
آب و هوا در نقاط مختلف لیتوانی متفاوت است. در مناطق غربی ملایم و معتدل است و در مناطق شرقی تنوع دمایی بسیار است.
نواره کورونی زبانه‌ای ماسه‌ای از خشکی که در دریای بالتیک واقع شده و بخش جنوبی آن در استان کالینینگراد کشور روسیه و بخش شمالی آن در کشور لیتوانی قرار دارد جزو میراث‌های جهانی یونسکو است. نواره کورونی بلندترین تلماسه‌های اروپا را در خود جای داده که میانگین بلندی آن‌ها ۳۵ متر است اما بلندای برخی از این تپه‌های ماسه‌ای به ۶۰ متر هم می‌رسد. شهر کلایپدا، بندر اصلی آب گرم لیتوانی در دهانه باریکی از تالاب کورونی واقع شده که مردابی کم‌عمق است که تا جنوب کالینینگراد ادامه می‌یابد. رود نمانوس و شاخه‌های آن محموله‌های بین‌المللی را از این بندر حمل می‌کنند.

## توپوگرافی
لیتوانی در لبه این کشور قرار دارد دشت اروپای شمالی. چشم انداز آن توسط یخچال های طبیعی شکل گرفته است آخرین عصر یخبندان، که حدود 25000-22000 سال BP عقب نشینی کرد (قبل از ارائه) زمین لیتوانی تناوبی از مناطق پست و مرتفع است. بالاترین ارتفاع 297.84 متر بالاتر از سطح دریا است که در قسمت شرقی جمهوری یافت می شود و از مناطق مرتفع منطقه غربی کشور جدا شده است ساموژیتا توسط دشتهای حاصلخیز مناطق جنوب غربی و مرکزی. این مناظر توسط 2،833 دریاچه بزرگتر از 10،000 متر مربع و 1600 حوضچه کوچکتر نقطه گذاری می شود. اکثریت دریاچه ها در قسمت شرقی کشور یافت می شوند. لیتوانی همچنین 758 رودخانه طولانی تر از ده کیلومتر دارد. بزرگترین رودخانه رودخانه است نموناس (طول کل 917 کیلومتر) ، که از بلاروس سرچشمه می گیرد. آبراهه های بزرگتر دیگر اینها هستند نریس (510 کیلومتر) ، ونتا (346 کیلومتر) ، و ešupė (298 کیلومتر) رودخانه ها. با این حال ، تنها 600 کیلومتر از رودخانه های لیتوانی قابل کشتیرانی هستند
قلمرو لیتوانی که زمانی سرزمینی با جنگل های شدید بود ، امروز فقط 32.8 درصد تشکیل شده است زمینهای جنگلی - در درجه اول کاج, صنوبر، و توس جنگل ها خاکستر و بلوط بسیار کمیاب هستند. این جنگل ها از نظر قارچ و توت و همچنین گیاهان متنوع غنی هستند.

## تقسیمات کشوری
نام هر استان با نام شهری که مرکز آن استان است، یکی می‌باشد. بزرگترین و پرجمعیت‌ترین استان نیز، استان ویلنیوس می‌باشد. کشور لیتوانی به ده استان، تقسیم شده‌است. استان‌های لیتوانی، خود به شصت شهرستان تقسیم می‌شوند.

### شهرهای مهم
شهر ویلنیوس پایتخت و بزرگ‌ترین شهر لیتوانی و دومین شهر آن کاوناس است. بندر مهم کلایپدا سومین شهر این کشور است. پلانگاه شهر فستیوالی و برگزارکننده سالانه حدوداً۱۰۰ مسابقه و جشن است.